# World Basketball League
La World Basketball League (WBL) fue una liga de baloncesto profesional en Estados Unidos y Canadá, que se diferenció del resto de competiciones por tener restringida la estatura de sus participantes. Se creó como International Basketball Association en 1987, pero al año siguiente cambió su denominación. Los jugadores que medían más de 1,95 metros no podían participar en la liga, altura que se amplió a los 2,00 metros en 1992. 
Otra característica de la competición es que estuvo abierta a equipos internacionales, que participaron en varias de sus ediciones. Uno de los precursores de la misma fue el miembro del Basketball Hall of Fame Bob Cousy.

## Equipos participantes
| Equipo                   | Ciudad       | País           | Pabellón                          | Temporadas | Notas                                                  |
| Calgary 88's             | Calgary      | Canadá         | Olympic Saddledome                | 1988-1992  |                                                        |
| Chicago Express          | Chicago      | Estados Unidos | Rosemont Horizon                  | 1988       | Transferido a Springfield después de la temporada 1988 |
| Dayton Wings             | Dayton       | Estados Unidos | Ervin J. Nutter Center            | 1991-1992  | Desaparecido durante la temporada 1992                 |
| Erie Wave                | Erie         | Estados Unidos | Louis J. Tullio Center            | 1990-1992  | Desaparecido durante la temporada 1992                 |
| Florida Jades            | Boca Raton   | Estados Unidos | Florida Atlantic University Arena | 1991-1992  | Desaparecido durante la temporada 1992                 |
| Fresno Flames            | Fresno       | Estados Unidos | Selland Arena                     | 1988       |                                                        |
| Halifax Windjammers      | Halifax      | Canadá         | Halifax Metro Centre              | 1991-1992  | Se unió a la National Basketball League en 1993        |
| Hamilton Skyhawks        | Hamilton     | Canadá         | Copps Coliseum                    | 1992       | Se unió a la National Basketball League en 1993        |
| Illinois Express         | Springfield  | Estados Unidos | Prairie Capital Convention Center | 1989-1990  | Transferido desde Chicago en 1989                      |
| Jacksonville Stingrays   | Jacksonville | Estados Unidos | Jacksonville Coliseum             | 1992       | Desaparecido durante la temporada 1992                 |
| Las Vegas Silver Streaks | Las Vegas    | Estados Unidos | Thomas & Mack Center              | 1988-1990  | Trasferido a Nashville en 1991                         |
| Memphis Rockers          | Memphis      | Estados Unidos | Mid-South Coliseum                | 1990-1991  |                                                        |
| Nashville Stars          | Nashville    | Estados Unidos | Nashville Municipal Auditorium    | 1991       | Trasferido a Las Vegas en 1991                         |
| Saskatchewan Storm       | Saskatoon    | Canadá         | Saskatchewan Place                | 1990-1992  |                                                        |
| Vancouver Nighthawks     | Vancouver    | Canadá         | BC Place                          | 1988       |                                                        |
| Winnipeg Thunder         | Winnipeg     | Canadá         | Winnipeg Arena                    | 1992       | Se unió a la National Basketball League en 1993        |
| Worcester Counts         | Worcester    | Estados Unidos | Worcester Centrum                 | 1989       |                                                        |
| Youngstown Pride         | Youngstown   | Estados Unidos | Beeghly Center                    | 1988-1992  |                                                        |

### Equipos internacionales
| Equipo            | Procedencia     | Temporadas | Notas |
| Abruzzo All-Stars | Abruzzo         | 1992       |       |
| Bahamas           | Bahamas         | 1992       |       |
| Estonia           | Estonia         | 1992       |       |
| Finlandia         | Finlandia       | 1989-1991  |       |
| Grecia            | Grecia          | 1989-1991  |       |
| Países Bajos      | Holanda         | 1989-1991  |       |
| Italia            | Italia          | 1989-1991  |       |
| Kiev All-Stars    | Kiev            | 1992       |       |
| Noruega           | Noruega         | 1989-1991  |       |
| Unión Soviética   | Unión Soviética | 1989-1991  |       |

## Palmarés
- 1988 - Las Vegas Silver Streaks
- 1989 - Youngstown Pride
- 1990 - Youngstown Pride
- 1991 - Dayton Wings
- 1992 - Dayton Wings (declarado campeón tras la desaparición de la liga)